# バルベリーノ・タヴァルネッレ
バルベリーノ・タヴァルネッレ（伊: Barberino Tavarnelle）は、イタリア共和国トスカーナ州フィレンツェ県にある、人口約12,000人の基礎自治体（コムーネ）。
コムーネ統廃合 (it:Fusione di comuni italiani) により、バルベリーノ・ヴァル・デルサとタヴァルネッレ・ヴァル・ディ・ペーザが合併して2019年1月1日に発足した。

## 地理

### 位置・広がり

#### 隣接コムーネ
隣接するコムーネは以下の通り。括弧内のSIはシエーナ県所属を示す。
- カステッリーナ・イン・キアンティ (SI)
- チェルタルド
- グレーヴェ・イン・キアンティ
- モンテスペルトリ
- ポッジボンシ (SI)
- サン・カシャーノ・イン・ヴァル・ディ・ペーザ
- サン・ジミニャーノ (SI)

### 地震分類
バルベリーノ・タヴァルネッレにおけるイタリアの気候分類 (it) および度日は、zona E, 2466 GGである。
また、イタリアの地震リスク階級 (it) では、zona 3 (sismicità bassa) に分類される。

## 行政

### 分離集落
バルベリーノ・タヴァルネッレには以下の分離集落（フラツィオーネ）がある。
- Badia a Passignano, Barberino Val d'Elsa, Bonazza, Casanuova del Piano, Chiostrini, Cipressino, Linari, Madonna di Pietracupa, Magliano, Marcialla (in parte), Monsanto, Morrocco, Noce, Palazzuolo, Pastine, Petrognano, Pontenuovo, Ponzano, Romita, Sambuca Val di Pesa, San Donato in Poggio, San Filippo a Ponzano, San Martino, San Michele, San Pietro in Bossolo, Sant'Appiano, Sosta del Papa, Spoiano, Tavarnelle Val di Pesa (sede comunale), Tignano, Vico d'Elsa, Vigliano, Zambra